# Dehydro-epiandrosteron
Dehydro-epiandrosteron (DHEA) is een steroïde hormoon dat door de bijnieren, de geslachtsklieren, vetweefsel en de huid wordt aangemaakt uit cholesterol. DHEA is een natuurlijke precursor ofwel prohormoon van androsteendion, dat verder omgezet kan worden in het androgeen testosteron en de oestrogenen oestron en oestradiol.
DHEA is echter geen anabole steroïde, want het heeft geen aantoonbare anabole (≈ weefsel- en spieropbouwende) werking. DHEA wordt bij de mens in grote hoeveelheden aangemaakt door de bijnieren op leeftijden tussen de 20 en 30 jaar en neemt daarna gestadig af. De gemiddelde gehaltes aan DHEA in het bloed komen goed overeen met de inverse sterfte-ratio per leeftijdsklasse, tevens is er een opmerkelijke omgekeerde correlatie tussen bepaalde volksziektes als diabetes, hart en vaatziekten, kanker met DHEA-gehaltes in het bloed. Dit heeft geleid tot de voorlopig nog onbewezen aanname door een aantal medici dat suppletie van DHEA bij mensen op hogere leeftijd (vanaf 40 jaar) de mortaliteit zou kunnen terugdringen en de gemiddelde leeftijd zou kunnen verhogen. DHEA wordt ook wel het anti-stresshormoon genoemd vanwege de bewezen positieve werking op het humeur en bij depressiviteit, de werkingswijze is echter onduidelijk. Een andere bewezen werking bij suppletie is de verbetering en mogelijke normalisering van het immuunsysteem en tegengaan van osteoporose.

Biosynthese van steroïden.